# Jigme Chhoeda

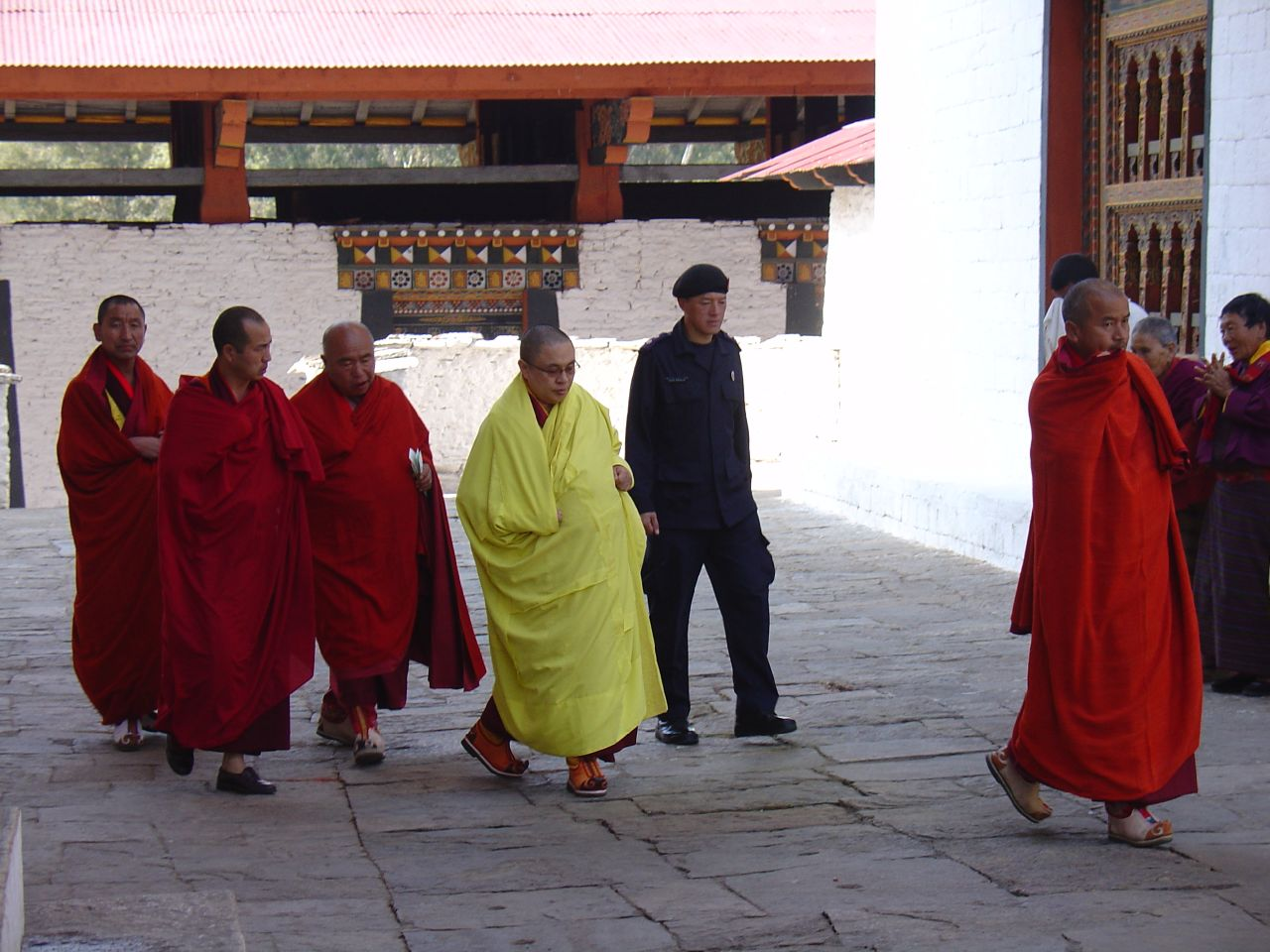
Jigme Chhoeda, der Je Kenpo, 2010

Tulku Jigme Chhoeda (geb. 22. August 1955, Autsho, Lhuntse) ist der 70. Je Khenpo (Oberhaupt der Mönchskörperschaft) von Bhutan seit 1996. Er ist mittlerweile der Amtsinhaber mit der längsten Amtszeit.

## Leben

### Jugend
Jigme Chhoeda wurde am 22. August 1955 in Lhuntse geboren. Seine Eltern waren Yab Rinzin Dorji und Yum Kuenzang Choden. Jigme wurde als Reinkarnation des Geshey Pema Tshering auserkoren, des Meisters des Tharpaling-Klosters in Bumthang.
Er begab sich im Alter von acht Jahren in das Druk-Sanga-Chhoeling-Kloster in Darjeeling, Indien. Er wurde auf Veranlassung von Drukpa Thuksey Rinpoche zum Mönch ordiniert und studierte unter Khenpo Sonam Darge und Khenpo Noryang. Später setzte er seine Studien unter Dudjom Rinpoche in Indien fort.
Mit 15 Jahren kehrte er zurück nach Bhutan und studierte am Tango Drupdey in Thimphu unter dem 68. Je Khenpo Ngawang Tenzin Dhondup. Er erhielt die kompletten Initiationen und Lehren der Drukpa-Kagyu-Tradition und des Dzogchen (die 'höchste Realisation'). Er meisterte die Mahamudra-Praktiken, die Meditation von Naro Choedrug (die sechs Kreise von Ro-Nyom Kordrug). Noch als Tulku studierte er Sprache und Literatur und die 13 Verschiedenen philosophischen Texte unter dem 69. Je Khenpo Geshe Gendün Rinchen.

### Meditation
Jigme Chhoeda schloss drei Mal das Losum Choesum ab, eine Meditations-Klausur von 3 Jahren, 3 Monaten und 3 Tagen.

### Ämter
Als Tulku wurde Jigme Chhoeda zum Abt des Tango Lakhang (Klosters) ernannt und lehrte Sprache und Buddhistische Philosophie. 1986 wurde er zum Drapoi Lopen des Dratshang Lhentshog (Kommission für Klosterbelange) ernannt. Dieses amt legte er 1990 nieder. 1995 ernannte ihn König Jigme Singye Wangchuck zum Dorji Lopen.

## Ehrungen
- Bhutan :
  -  Kabney (Königlicher Saffran-Schal, 19. März 1996).
  -  Order des Druk Gyalpo (Drachenkönig-Orden), Erster Klasse (18. Dezember 2018).[3]